# Chileni
Chileni (węg. Gyergyókilyénfalva) – wieś w Rumunii, w okręgu Harghita, w gminie Suseni. W 2011 roku liczyła 767 mieszkańców.